# Acraea arcticincta
Acraea arcticincta är en fjärilsart som beskrevs av Butler 1883. Acraea arcticincta ingår i släktet Acraea och familjen praktfjärilar. Inga underarter finns listade i Catalogue of Life.